# Yoasobi
Yoasobi (cách điệu viết hoa YOASOBI) là một ban nhạc được thành lập vào năm 2019 bởi Sony Music Entertainment Japan, gồm nhà sản xuất nhạc Vocaloid Ayase và ca sĩ ikura. Với khẩu hiệu "âm nhạc từ tiểu thuyết" (novel into music), nhóm ban đầu phát hành các bài hát dựa trên những truyện ngắn chọn lọc được đăng trên Monogatary.com, một trang web truyền thông xã hội dành cho các tác giả. Các tác phẩm sau đó cũng có nguồn gốc từ nhiều phương tiện truyền thông khác như tiểu thuyết được viết bởi các tác giả chuyên nghiệp, sách, thư, kịch, v.v.
Nổi lên trong thời kỳ đại dịch COVID-19 tại Nhật Bản, đĩa đơn đầu tay của YOASOBI là "Yoru ni Kakeru", đã mang lại cho họ bước đột phá khi đứng đầu Billboard Japan Hot 100 trong sáu tuần không liên tiếp và bảng xếp hạng cuối năm 2020, cũng như là bài hát phát trực tuyến nhận chứng nhận kim cương đầu tiên của Hiệp hội Công nghiệp Ghi âm Nhật Bản (RIAJ). Tiếp theo là một số đĩa đơn thành công: "Gunjō" lấy cảm hứng từ manga Blue Period và các bài hát chủ đề của loạt anime: "Kaibutsu" cho Beastars (2021), "Shukufuku" cho Chiến sĩ cơ động Gundam: Pháp sư đến từ sao Thủy (2022), "Idol" cho 【OSHI NO KO】: Đứa con của thần tượng (2023) và "Yūsha" cho Frieren – Pháp sư tiễn táng (2023); "Idol" đứng đầu Japan Hot 100 trong 21 tuần liên tiếp - vị trí quán quân lâu nhất trong lịch sử bảng xếp hạng - và bảng xếp hạng cuối năm 2023 cũng như bảng xếp hạng Billboard Global Excl. US, là bài hát đầu tiên của Nhật Bản giành được thành tích này.
YOASOBI đã phát hành ba EP tiếng Nhật: THE BOOK (2021), THE BOOK 2 (2021) và THE BOOK 3 (2023), tất cả đều đạt vị trí thứ hai trên Oricon Albums Chart; và hai bản tiếng Anh là E-SIDE (2021) và E-SIDE 2 (2022). Ngoài ra bộ đôi còn hợp tác với bốn tiểu thuyết gia đoạt giải thưởng Naoki - Shimamoto Rio, Tsujimura Mizuki, Miyabe Miyuki và Mori Eto - để xuất bản tuyển tập truyện ngắn Hajimete no vào năm 2022 và biểu diễn các bài hát dựa trên mỗi câu chuyện. YOASOBI đã giành được một số giải thưởng, bao gồm 5 giải thưởng Japan Gold Disc Award, 3 giải thưởng Space Shower Music Awards, 4 giải thưởng MTV Video Music Awards Japan, 2 giải thưởng CD Shop Awards, 2 giải thưởng Japan Record Awards và giải thưởng Noma Publishing Culture Award, cùng nhiều giải thưởng khác.

## Tiểu sử

### 2019 - 2021: Thành lập, "Yoru ni Kakeru" và THE BOOK

#### Thành lập
Cả hai thành viên của YOASOBI đều có thành công trong sự nghiệp âm nhạc trước khi thành lập nhóm. Ayase đã thu hút được nhiều người theo dõi trên trang Niconico của mình kể từ lần tải lên đầu tiên vào ngày 24 tháng 12 năm 2018, bài hát có tựa đề Sentensei Assault Girl (先天性アサルトガール Cô nàng công kích bẩm sinh). Vào ngày 23 tháng 11 năm 2019, anh ấy đã phát hành EP Yūrei Tōkyō (幽霊東京 Phố ma Tokyo), đạt thứ ba trên bảng xếp hạng album của iTunes. Ikuta Lilas (幾田りら), biểu diễn dưới tên ikura, đã phát hành hai EP Rerise vào năm 2017 và Jukebox vào năm 2019.

#### Nổi lên với đĩa đơn đầu tay: "Yoru ni Kakeru"
"Yoru ni Kakeru" (tiếng Nhật: 夜に駆ける, tiếng Việt: Tiến vào màn đêm) là bài hát đầu tiên được phát hành bởi YOASOBI, dựa trên truyện ngắn Thanatos no Yūwaku ("Cám dỗ của Thanatos") của Hoshino Mayo, được xuất bản trên trang web lưu trữ truyện Monogatary. Video âm nhạc được phát hành vào ngày 16 tháng 11 năm 2019, đạt 10 triệu lượt xem trong 5 tháng trên YouTube cũng như phổ biến trên TikTok. Sau đó, nó được phát hành dưới dạng đĩa đơn vào ngày 15 tháng 12 năm 2019 và đứng đầu bảng xếp hạng phổ biến trên cả Spotify và Line Music. Hơn năm tháng sau khi phát hành, đĩa đơn này đứng đầu bảng xếp hạng Billboard Japan Hot 100 vào ngày 1 tháng 6 năm 2020 và nhiều ngày sau đó.
Bài hát đã trở thành một Meme Internet trên các phương tiện truyền thông như Facebook và TikTok nhờ giai điệu vui tươi và tương đối bắt tai của mình. Và cũng một phần do không phải ai cũng tìm hiểu kĩ về nội dung của bài hát, nên đã có nhiều người tưởng nhầm đây là bài hát có nội dung tươi sáng, mặc dù nội dung của bài hát tương đối trầm và đen tối.
Video ca nhạc của bài hát được đăng tải trên YouTube vừa đạt được cột mốc 200 triệu lượt xem và 2 triệu lượt thích cách đây không lâu. Trong khi đó, video của bài hát được ikura thể hiện trong dự án phụ THE HOME TAKE của kênh YouTube THE FIRST TAKE cũng vừa đạt được 100 triệu lượt xem.
Vào ngày 1 tháng 6 năm 2022, Yoru ni Kakeru đã đạt cột mốc được phát trực tuyến hơn 800 triệu lần trên các nền tảng nghe nhạc số.
Bản tiếng Anh của bài hát cũng đã được phát hành chính thức vào ngày 2 tháng 7 năm 2021 với tựa đề "Into the Night".
Cả 2 bản video âm nhạc chính thức trên của YOASOBI đều bị YouTube giới hạn độ tuổi với lí do là đề cập đến các chủ đề tự tử trong MV.

#### Các ca khúc tiếp theo: "Ano Yume wo Nazotte" và "Halzion"
"Ano Yume wo Nazotte" (tiếng Nhật: あの夢をなぞって, tiếng Việt: Truy tìm giấc mơ đó) là bài hát thứ hai mà nhóm phát hành sau thành công của bài hát đầu tiên. Bài hát được ra mắt vào ngày 18 tháng 1 năm 2020, dựa trên "Yume no Shizuku to Hoshi no Hana" (夢の雫と星の花), một truyện ngắn được viết bởi Ishiki Sōta (いしき蒼太) được đăng trên trang web lưu trữ truyện trang web Monogatary. Giống như đĩa đơn trước của YOASOBI, tài liệu nguồn của bài hát này cũng đã giành được giải thưởng lớn trong lễ trao giải cuối năm của trang web, Monocon 2019. Video âm nhạc mô tả một câu chuyện tình lãng mạn ở trường trung học trong một lễ hội pháo hoa. Vào ngày 30/3/2022, bản ballad của "Ano Yume wo Nazotte" đã được phát hành chính thức dưới dạng kĩ thuật số và được dùng trong video quảng cáo của CALORIE MATE có tên "Midnight Train".
"Halzion" hay "Harujion" (tiếng Nhật: ハルジオン) là đĩa đơn thứ ba của YOASOBI, được phát hành vào ngày 11 tháng 5 năm 2020. Bài hát dựa trên "Soredemo, Happy End" (それでも、ハッピーエンド), một truyện ngắn được viết bởi Hashizume Shunki (橋爪駿輝), đánh dấu lần đầu tiên YOASOBI hợp tác với một tiểu thuyết gia chuyên nghiệp, trong khi hai tác giả đầu tiên là những nhà văn nghiệp dư. Không giống như hai bài hát trước đây của bộ đôi, tài liệu nguồn không dựa trên trang web lưu trữ Monogatary. Thay vào đó, cả bài hát và truyện ngắn đều được phát hành như một phần của chiến dịch quảng cáo của SUNTORY được gọi là "Dự án bài hát đắm chìm" để quảng cáo cho thức uống năng lượng mới của họ có tên ZONe. Chiến dịch cũng bao gồm các bài hát của Kizuna AI và Kaf.

#### "Tabun", "Gunjō" và "Haruka"
"Tabun" (tiếng Nhật: たぶん) là đĩa đơn thứ tư của YOASOBI, được phát hành vào ngày 20 tháng 7 năm 2020. Bài hát được sáng tác dựa trên tiểu thuyết cùng tên của Shinano (しなの). Bài hát được chọn làm nhạc phim Tabun của đạo diễn Yuki Saito. Phim đã được khởi chiếu các rạp tại Nhật vào ngày 13 tháng 11 năm 2020.
"Gunjō" (tiếng Nhật: 群青) là đĩa đơn thứ năm của nhóm, được phát hành vào ngày 1 tháng 9 năm 2020. Bài hát hợp tác cùng với manga Blue Period cho quảng cáo Alfort Mini Chocolate của Bourbon, và dựa trên Ao o Mikata ni.  Bài hát được lấy cảm hứng từ những chương đầu tiên của bộ Manga Blue Period. Nhân vật chính của bộ truyện, Yaguchi Yatora, trong giờ Mĩ thuật đã nhận được một đề bài với nội dung là "Khung cảnh em thích nhất".
"Haruka" (tiếng Nhật: ハルカ) là bài hát thứ sáu của bộ đôi. Nó được phát hành vào ngày 18 tháng 12 năm 2020, và dựa trên Tsuki Ōji (月王子), một cuốn tiểu thuyết của Suzuki Osamu từ chương trình radio Jump Up Melodies Top 20 của Tokyo FM, mà YOASOBI đã làm khách mời. Haruka là tên của nữ nhân vật chính trong cuốn tiểu thuyết trên. Bài hát mô tả về một cuộc gặp gỡ và chia tay, được rút ra từ quan điểm của "một thứ gì đó" đã theo dõi sự trưởng thành của một cô gái hơn bất kỳ ai khác.

#### THE BOOK
Vào ngày 6 tháng 1 năm 2021, YOASOBI phát hành EP đầu tiên của nhóm và bản phát hành vật lý đầu tiên THE BOOK, bao gồm 6 bài hát trước đó và 3 bài hát mới, "Encore", "Epilogue" dưới dạng phần giới thiệu và "Prologue" dưới dạng outro. Encore dựa trên SEKAI NO OWARI to, Sayonara no Uta (世界の終わりと, さよならのうた) của Kamina Minakami, đã giành chiến thắng trong cuộc thi YOASOBI Contest Vol. 1, và cũng được sử dụng cho quảng cáo điện thoại Google Pixel 5 và Google Pixel 4a (5G) tại Nhật Bản. Đĩa đơn riêng của bài hát cũng đã được phát hành vào ngày 2 tháng 7 năm 2021.
Bộ đôi đã mở trang web fanclub của họ "Club YOASOBI" (CLUB 夜遊) vào ngày 20 tháng 1, và thông báo rằng họ sẽ tổ chức buổi hòa nhạc đầu tiên, KEEP OUT THEATER vào ngày 14 tháng 2. Họ đã tổ chức và biểu diễn tại bên trong của tòa nhà đang được xây dựng tại địa điểm cũ của Shinjuku Milano cho 40.000 khán giả trực tuyến.

### 2021: Đĩa mở rộng E-SIDE và THE BOOK 2
Được công bố lần đầu tiên vào cuối năm 2020, YOASOBI đã phát hành ca khúc chủ đề mở đầu và kết thúc cho mùa thứ hai của loạt anime Beastars. Bài hát chủ đề mở đầu, "Kaibutsu", được phát hành vào ngày 6 tháng 1 năm 2021, cùng ngày với EP THE BOOK của bộ đôi, trong khi bài hát chủ đề kết thúc, "Yasashii Suisei", ra mắt vào ngày 20. Cả hai bài hát đều dựa trên Jibun no Mune ni Jibun no Mimi o Oshi Atete và Shishiza Ryūseigun no Mama ni, do tác giả Itagaki Paru viết. Sau đó, đĩa đơn CD đôi gồm các chủ đề được phát hành vào ngày 24 tháng 3, ra mắt ở vị trí thứ hai trên bảng xếp hạng Oricon Singles Chart, trong khi "Kaibutsu" đạt vị trí thứ hai trên bảng xếp hạng Japan Hot 100. "Kaibutsu" đã giành được bốn giải thưởng cho Bài hát của năm (Nhật Bản) tại Japan Gold Disc Award lần thứ 36 ở cả hạng mục tải xuống và phát trực tuyến, và nhận được chứng nhận kim cương từ RIAJ. Bài hát đứng thứ năm trong 10 bài hát hay nhất năm 2021 của tạp chí Time, là nghệ sĩ Nhật Bản duy nhất xuất hiện trong danh sách.
YOASOBI đã phát hành "Mō Sukoshi Dake", bài hát chủ đề năm 2021 cho chương trình buổi sáng Mezamashi TV của Fuji TV, vào ngày 10 tháng 5. Bài hát dựa trên truyện ngắn Meguru viết bởi Chiharu được chọn từ cuộc thi YOASOBI Contest Vol.3 với Mezamashi TV do Mezamashi TV tổ chức và trang web tiểu thuyết do Sony Music Entertainment Japan, Monogatary điều hành. Ayase từng chia sẻ lí do bài hát mang tên "Mou Sukoshi Dake": "Những suy nghĩ tiêu cực như không muốn đi làm, không muốn đi học, tôi nghĩ xảy ra khá nhiều với mọi người vào mỗi sáng. Tuy vậy, mỗi buổi sáng, chúng ta thử bước thêm một bước, thử trải nghiệm thêm một ngày, sẽ cảm nhận được rằng đó là một ngày tốt đẹp hơn chúng ta đã nghĩ. Chính bản thân tôi cũng đã từng như vậy. Vì vậy, với cảm xúc "chỉ bước thêm một bước nữa thôi", sẽ thật tuyệt vời nếu chúng ta có thể xích lại gần nhau hơn. Đó là lý do chúng tôi chọn "Chỉ một chút nữa thôi" (Mou Sukoshi Dake) làm tựa đề cho ca khúc này".
Một bài hát quảng cáo của nhà mạng di động NTT Docomo, "Sangenshoku", dựa trên RGB của nhà viết kịch bản Komikado Yūichirō, đã được phát hành vào ngày 2 tháng 7. Vào ngày 9 tháng 8, YOASOBI phát hành bài hát "Love Letter" dựa trên bức thư Ongaku-san e của Hatsune, bài hát đã giành chiến thắng trong cuộc thi Letter Song Project, một cuộc thi được tổ chức vào năm 2020 bởi chương trình radio của Tokyo FM thuộc sở hữu của Japan Post Service. Từ ngày 9 đến ngày 13 tháng 9, bộ đôi và Triển lãm Sony Park đã tổ chức triển lãm Semiconductors Create New Realities tại Ginza Sony Park, nơi mọi người lần đầu tiên nghe trước bài hát "Taishō Roman", dựa trên truyện ngắn Taishō Romance của NATSUMI, tiểu thuyết đã giành chiến thắng trong Cuộc thi YOSOBI Contest Vol.2. Bài hát được phát hành hai ngày sau khi triển lãm kết thúc.
Bộ đôi này đã phụ trách bài hát chủ đề cho chương trình truyền hình dành cho trẻ em Hirogare! Irotoridori của SDG, có tựa đề "Tsubame" kết hợp với nhóm nhạc thiếu nhi Midories. Bài hát dựa trên truyện ngắn Chiisana Tsubame no Ōkina Yume của Nana Ototsuki và phát hành vào ngày 25 tháng 10. YOASOBI phát hành EP thứ hai, THE BOOK 2, vào ngày 1 tháng 12 năm 2021, bao gồm tất cả các đĩa đơn họ phát hành vào năm 2021 cùng với bài hát "Moshi mo Inochi ga Egaketara". EP ra mắt đứng ở vị trí thứ hai trên Bảng xếp hạng Oricon Albums Chart, và đứng đầu Billboard Japan Hot Albums. EP đã được chứng nhận vàng cho bản phát hành vật lý của RIAJ, bán được hơn 100.000 bản, và giành được Giải thưởng Đặc biệt tại CD Shop Awards.
Hơn nữa, vào năm 2021, YOASOBI bắt đầu phát hành các bài hát tiếng Anh bằng cách dịch từ nguyên bản tiếng Nhật. Bài hát đầu tiên, "Into the Night", được phát hành vào ngày 2 tháng 7, được Aoki Konnie dịch từ "Yoru ni Kakeru". Sau đó, nhóm phát hành ba đĩa đơn khác: "RGB", "Monster" vào tháng 7, và "Blue" vào tháng 10. Tất cả các đĩa đơn đều có trong EP E-SIDE tiếng Anh đầu tiên của bộ đôi, được phát hành dưới dạng kỹ thuật số vào ngày 12 tháng 11. EP đạt vị trí thứ 19 trên Bảng xếp hạng Oricon Combined Albums Chart, và vị trí thứ chín trên Billboard Japan Hot Albums.

### 2022 - 2023: Hajimete no, "Idol" và THE BOOK 3
YOASOBI đã hợp tác với bốn tiểu thuyết gia đoạt giải Naoki để biểu diễn bốn bài hát dựa trên truyện ngắn của họ với chủ đề "một câu chuyện để đọc khi bạn làm [điều gì đó] lần đầu tiên". Nó bao gồm Watashi Dake no Shoyūsha của  Shimamoto Rio, Yūrei của Tsujimura Mizuki, Iro Chigai no Trump của Miyabe Mizuki và Hikari no Tane của Mori Eto. Tất cả các câu chuyện đều được xuất bản thành sách, có tựa đề là Hajimete no, vào ngày 16 tháng 2 năm 2022, bởi Suirinsha. Đĩa đơn đầu tiên của dự án, "Mister", dựa trên câu chuyện của Shimamoto, được phát hành cùng ngày với ngày xuất bản cuốn sách. Tiếp theo là "Suki da", dựa trên câu chuyện của Mori, phát hành vào tháng 5, và "Umi no Manimani", dựa trên câu chuyện của Tsujimura, phát hành vào tháng 11. Bài hát cuối cùng dựa trên câu chuyện của Miyabe, "Seventeen", được phát hành vào tháng 3 năm 2023. Tất cả các bài hát được phát hành trong EP Hajimete no, phát hành vào ngày 10 tháng 5 năm 2023, đạt vị trí thứ chín trên Oricon Bảng xếp hạng đĩa đơn. Dự án phần tiếp theo Hajimete no Bungei-bu được công bố vào tháng 9 năm 2022.
YOASOBI trình diễn nhạc nền mở đầu đầu tiên của bộ anime Kidō Senshi Gandamu: Suisei no Majo, có tựa đề "Shukufuku", dựa trên truyện ngắn Yurikago no Hoshi của tác giả Ōkouchi Ichirō. Bài hát được phát hành vào ngày 1 tháng 10 và đạt vị trí thứ hai trên Japan Hot 100. EP tiếng Anh thứ hai E-SIDE 2 của bộ đôi được phát hành vào ngày 18 tháng 11, xếp vị trí thứ 10 trên Billboard Japan Hot Albums.
Vào năm 2023, YOASOBI hợp tác với Universal Studios Japan để thực hiện bài hát chủ đề cho chiến dịch hỗ trợ học sinh Unibaru, dựa trên câu chuyện đã giành chiến thắng trong cuộc thi của chiến dịch, với chủ đề "kỷ niệm khó quên tuổi học trò tại công viên [USJ]". Câu chuyện chiến thắng là Lens Goshi no Kirameki o của Nagi, và bài hát "Adventure" được phát hành vào ngày 15 tháng 2. YOASOBI được phụ trách bài nhạc chủ đề mở đầu của bộ anime Oshi no Ko, bài hát có tựa đề "Idol",  dựa trên truyện ngắn 45510 của họa sĩ truyện tranh Akasaka Aka, phát hành vào ngày 12 tháng 4. Bài hát đã trở thành bài hát thứ hai của bộ đôi đứng đầu cả bảng xếp hạng Oricon Combined Singles Chart và Billboard Japan Hot 100 kể từ "Yoru ni Kakeru", và sau đó trụ vững trong 21 tuần liên tiếp, vượt qua kỷ lục dài nhất trước đó là 13 tuần đối với "Subtitle" của Official Hige Dandism, và cũng là bài hát có xếp hạng cao nhất của một nghệ sĩ Nhật Bản trên bảng xếp hạng Billboard Global 200 ở vị trí thứ bảy. Bài hát cũng đứng đầu bảng xếp hạng Global Excl. US của Mỹ ở vị trí số một, đưa Nhật Bản trở thành nước đầu tiên có được thành tích này. Bài hát đã phá kỷ lục là bài hát đạt 500 triệu lượt nghe nhanh nhất tại Nhật Bản trong 28 tuần. MV đi kèm của bài hát cũng lập kỷ lục mới là MV của ca sĩ Nhật Bản đạt 100 triệu lượt xem nhanh nhất trong vòng 35 ngày trên YouTube. "Idol" đã giành giải Video Hoạt hình Hay nhất và Bài hát của năm tại giải thưởng MTV Video Music Awards Japan 2023. Oricon và Billboard Japan đã xếp hạng "Idol" là bài hát có thành tích tốt nhất năm 2023 tại Nhật Bản, bao gồm cả doanh số bán hàng kỹ thuật số và thành phần phát trực tuyến.
Vào ngày 4 tháng 10 năm 2023, YOASOBI phát hành EP thứ ba, THE BOOK 3, bao gồm tất cả các đĩa đơn từ năm 2022 đến bài hát chủ đề mở đầu cho bộ anime Sōsō no Frieren, có tựa đề "Yūsha", dựa trên truyện ngắn Fanfare for Frieren của Jirō Kiso. Bài hát được phát hành trước trong EP vào ngày 27 tháng 9 và đạt vị trí thứ hai trên bảng xếp hạng Japan Hot 100. THE BOOK 3 ra mắt ở vị trí thứ hai trên cả Oricon Albums Chart và Billboard Japan Hot Albums, và nhận được chứng chỉ vàng từ RIAJ.

### Hiện tại
Vào tháng 11 năm 2023, nhóm phát hành đĩa đơn "Biri-Biri", lấy cảm hứng từ truyện ngắn Kimi to Ameagari o do Takeda Ayano viết, để kỷ niệm lần đầu tiên trò chơi điện tử nhập vai Pokémon Scarlet and Violet được phát hành. Nhóm cũng đã tham gia vào mùa thứ bảy của chương trình truyền hình đặc biệt 18Fes do đài NHK tổ chức, nhóm đã hát bài "HEART BEAT" với 1.000 thanh thiếu niên từ 17 đến 20 tuổi được chọn trên khắp Nhật Bản, chương trình phát sóng vào ngày 25 tháng 12, sau khi phát sóng, bài hát đã có mặt trên các nền tảng phát trực tuyến vào ngày 26 tháng 12. Vào ngày 12 tháng 4 năm 2024, nhóm đã phát hành EP tiếng Anh thứ 3 của mình có tên là E-SIDE 3. Cùng tháng đó, bộ đôi được mời tham dự tiệc chiêu đãi do tổng thống Hoa Kỳ Joe Biden chủ trì dành cho thủ tướng Nhật Bản Kishida Fumio tại Nhà Trắng, tại đây nhóm đã kí hợp đồng với Creative Artists Agency. Vào nửa cuối năm 2024, bộ đôi đã biểu diễn bài hát chủ đề cho bộ anime Monogatari Series: Off & Monster Season, có tựa đề là "UNDEAD" phát hành vào ngày 1 tháng 7. Bài hát được lấy cảm hứng từ hai truyện ngắn trong Monogatari là Nadeko Past và Shinobu Future của tác giả Nisio Isin.

## Phong cách nghệ thuật
Phong cách âm nhạc của YOASOBI được mô tả là sự kết hợp giữa nhạc pop, rock và nhạc điện tử; Ayase bị ảnh hưởng bởi phong cách âm nhạc thập niên 80, thập niên 90 và K-pop, trong khi Ikura bị ảnh hưởng bởi âm nhạc phương Tây như các bài hát của Disney, dân ca và nhạc đồng quê. Ayase coi Exile, Sukima Switch, Kobukuro, RADWIMPS, và Aiko; Ikura coi Taylor Swift là người có ảnh hưởng lớn đến âm nhạc của mình. Bộ đôi được so sánh với các nghệ sĩ âm nhạc khác của Nhật Bản như Yorushika và Zutomayo, những nhóm cũng được biết đến với việc sử dụng Vocaloid và MV dạng hoạt hình. Ba nhóm được mô tả chung bằng từ mới "Yakōsei" (夜好性, "yêu khung cảnh ban đêm"), vì tất cả đều có từ "夜" (phát âm là ya , yo hoặc yoru; nghĩa là "đêm") dưới tên của họ.
Mặc dù các bài hát của YOASOBI dựa trên những câu chuyện hư cấu, Ayase vẫn diễn giải và viết các bài hát của nhóm phản ánh cảm xúc và trải nghiệm của chính anh ấy. Ayase thường đặt tên bài hát của nhóm bằng những từ "đơn giản", ví dụ "Gunjō", "Idol" và "Yūsha". Được chính họ mô tả là phong cách âm nhạc "DIY", "thực hành" và "thủ công". Khi viết nhạc cho nhóm, Ayase sẽ tạo bản demo bằng phần mềm chuyên dụng trên laptop của mình với giọng hát từ Vocaloid, chủ yếu là Hatsune Miku, sau đó ghi lại giọng hát của ikura. Sogami Natsume từ Real Sound đã mô tả âm nhạc của YOASOBI là "tác phẩm phái sinh" và tạo ra phong cách tương phản với các nhạc sĩ và nhạc sĩ khác. Nagahata Hiroaki của Pen viết rằng các bài hát của bộ đôi "phản ánh mô típ hiện đại, bao gồm cả những điều tiêu cực mà không ai dám nói trước công chúng."

## Thành viên

Ikura (trái) và Ayase (phải) trong một cuộc phỏng vấn với tạp chí Vogue Taiwan năm 2023.

Thông tin được lấy từ trang web chính thức của YOASOBI
| Tên   | Ngày sinh        | Nơi sinh  | Vị trí                                               |
| ----- | ---------------- | --------- | ---------------------------------------------------- |
| Ayase | 4 tháng 4, 1994  | Yamaguchi | Nhà soạn nhạc (lời bài hát, sáng tác, keyboard, ...) |
| ikura | 25 tháng 9, 2000 | Tokyo     | Giọng hát                                            |

Thành viên hỗ trợ
- Misohagi Zakuro - keyboard, chorus
- AssH - guitar
- Honogumo - trống
- Yamamoto Hikaru - bass, synth bass
- Taguchi Satoru: guitar
- Tatsuya Amano - trống

Quản lý
- Yoshino Asami

## Đĩa đơn

### Bản tiếng Nhật
| STT | Ngày phát hành            | Tiêu đề                              | Xếp hạng cao nhất (JPN Hot) | EP                            | Tác phẩm gốc                                                          |
| --- | ------------------------- | ------------------------------------ | --------------------------- | ----------------------------- | --------------------------------------------------------------------- |
| 1   | Ngày 15 tháng 12 năm 2019 | Yoru ni Kakeru                       | 1                           | THE BOOK                      | Thanatos no Yūwaku (Hoshino Mayo)                                     |
| 2   | Ngày 18 tháng 1 năm 2020  | Ano Yume wo Nazotte                  | 32                          | THE BOOK                      | Yume no Shizuku to Hoshi no Hana (Ishiki Sōta)                        |
| 3   | Ngày 11 tháng 5 năm 2020  | Halzion                              | 10                          | THE BOOK                      | Soredemo, Happy End (Hashizume Shunki)                                |
| 4   | Ngày 20 tháng 7 năm 2020  | Tabun                                | 15                          | THE BOOK                      | Tabun (Shinano)                                                       |
| 5   | Ngày 1 tháng 9 năm 2020   | Gunjō                                | 6                           | THE BOOK                      | Ao o Mikata ni (alfort creative team lấy cảm hứng từ Blue Period)     |
| 6   | Ngày 18 tháng 12 năm 2020 | Haruka                               | 17                          | THE BOOK                      | Tsuki Ōji (Suzuki Osamu)                                              |
| 7   | Ngày 6 tháng 1 năm 2021   | Kaibutsu                             | 2                           | THE BOOK 2                    | Jibun no Mune ni Jibun no Mimi o Oshi Atete (Itagaki Paru)            |
| 8   | Ngày 20 tháng 1 năm 2021  | Yasashii Suisei                      | 14                          | THE BOOK 2                    | Shishiza Ryūseigun no Mama ni (Itagaki Paru)                          |
| 9   | Ngày 10 tháng 5 năm 2021  | Mō Sukoshi Dake                      | 4                           | THE BOOK 2                    | Meguru (Chiharu)                                                      |
| 10  | Ngày 2 tháng 7 năm 2021   | Sangenshoku                          | 4                           | THE BOOK 2                    | RGB (Komikado Yūichirō)                                               |
| 11  | Ngày 2 tháng 7 năm 2021   | Encore                               | 8                           | THE BOOK                      | Sekai no Owari to, Sayonara no Uta (Minakami Kanami)                  |
| 12  | Ngày 9 tháng 8 năm 2021   | Love Letter                          | 4                           | THE BOOK 2                    | Ongaku-san e (Hatsune)                                                |
| 13  | Ngày 15 tháng 9 năm 2021  | Taishō Roman                         | 2                           | THE BOOK 2                    | Taishō Romance (NATSUMI)                                              |
| 14  | Ngày 25 tháng 10 năm 2021 | Tsubame                              | 19                          | THE BOOK 2                    | Chiisana Tsubame no Ōkina Yume (Otsuki Nana)                          |
| 15  | Ngày 16 tháng 2 năm 2022  | Mister                               | 11                          | Hajimete no - EP / THE BOOK 3 | Watashi dake no Shoyū-sha (Shimamoto Rio)                             |
| 16  | Ngày 30 tháng 3 năm 2022  | Ano Yume wo Nazotte (ballad ver)     | -                           | -                             | Yume no Shizuku to Hoshi no Hana (Ishiki Sōta)                        |
| 17  | Ngày 30 tháng 5 năm 2022  | Suki da                              | 8                           | Hajimete no - EP / THE BOOK 3 | Hikari no Tane (Mori Eto)                                             |
| 18  | Ngày 12 tháng 8 năm 2022  | Moshi mo Inochi ga Egaketara         | 35                          | THE BOOK 2                    | Moshi mo Inochi ga Egaketara (Suzuki Osamu)                           |
| 19  | Ngày 1 tháng 10 năm 2022  | Shukufuku                            | 2                           | THE BOOK 3                    | Yuri kago no hoshi (Ōkouchi Ichirō)                                   |
| 20  | Ngày 18 tháng 11 năm 2022 | Umi no Manimani                      | 68                          | Hajimete no - EP / THE BOOK 3 | Tsujimura is Yūrei (Tsujimura Mitzuki)                                |
| 21  | Ngày 15 tháng 2 năm 2023  | Adventure                            | 30                          | THE BOOK 3                    | Lens Goshi no Kirameki o (Nagi)                                       |
| 22  | Ngày 27 tháng 3 năm 2023  | Seventeen                            | 21                          | Hajimete no - EP / THE BOOK 3 | Iro Chigai no Trump (Miyabe Mizuki)                                   |
| 23  | Ngày 12 tháng 4 năm 2023  | Idol                                 | 1                           | THE BOOK 3                    | 45510 (Akasaka Aka)                                                   |
| 24  | Ngày 21 tháng 9 năm 2023  | Yoru ni Kakeru - From THE FIRST TAKE | -                           | -                             | Thanatos no Yūwaku (Hoshino Mayo)                                     |
| 25  | Ngày 29 tháng 9 năm 2023  | Yūsha                                | 2                           | THE BOOK 3                    | Fanfare for Frieren (Kiso Jirō dựa trên Sousou no Frieren)            |
| 26  | Ngày 18 tháng 11 năm 2023 | Biri-Biri                            | 14                          | -                             | Kimi to Ameagari o (Takeda Ayano dựa trên Pokémon Scarlet and Violet) |
| 27  | Ngày 26 tháng 12 năm 2023 | HEART BEAT                           | -                           | -                             | Dựa trên lời nhắn của thanh thiếu niên 18 tuổi trên khắp Nhật Bản     |
| 28  | Ngày 1 tháng 7 năm 2024   | UNDEAD                               | 10                          | -                             | Nadeko Past / Shinobu Future (Nisio Isin)                             |

### Bản tiếng Anh (thuộc đĩa mở rộng "E-SIDE")
| STT | Ngày phát hành            | Tiêu đề                     | EP       | Tác phẩm gốc                                                          |
| --- | ------------------------- | --------------------------- | -------- | --------------------------------------------------------------------- |
| 1   | Ngày 2 tháng 7 năm 2021   | Into the Night              | E-SIDE   | Thanatos no Yūwaku (Hoshino Mayo)                                     |
| 2   | Ngày 16 tháng 7 năm 2021  | RGB                         | E-SIDE   | RGB (Komikado Yūichirō)                                               |
| 3   | Ngày 30 tháng 7 năm 2021  | Monster                     | E-SIDE   | Jibun no Mune ni Jibun no Mimi o Oshi Atete (Itagaki Paru)            |
| 4   | Ngày 29 tháng 10 năm 2021 | Blue                        | E-SIDE   | Ao o Mikata ni (alfort creative team lấy cảm hứng từ Blue Period)     |
| 5   | Ngày 12 tháng 11 năm 2021 | Haven't                     | E-SIDE   | Tabun (Shinano)                                                       |
| 6   | Ngày 12 tháng 11 năm 2021 | Comet                       | E-SIDE   | Shishiza Ryūseigun no Mama ni (Itagaki Paru)                          |
| 7   | Ngày 12 tháng 11 năm 2021 | Encore                      | E-SIDE   | Sekai no Owari to, Sayonara no Uta (Minakami Kanami)                  |
| 8   | Ngày 12 tháng 11 năm 2021 | Tracing A Dream             | E-SIDE   | Yume no Shizuku to Hoshi no Hana (Ishiki Sōta)                        |
| 9   | Ngày 4 tháng 11 năm 2022  | The Swallow                 | E-SIDE 2 | Chiisana Tsubame no Ōkina Yume (Otsuki Nana)                          |
| 10  | Ngày 18 tháng 11 năm 2022 | The Blessing                | E-SIDE 2 | Yuri kago no hoshi (Ōkouchi Ichirō)                                   |
| 11  | Ngày 18 tháng 11 năm 2022 | If I Could Draw Life        | E-SIDE 2 | Moshi mo Inochi ga Egaketara (Suzuki Osamu)                           |
| 12  | Ngày 18 tháng 11 năm 2022 | Romance                     | E-SIDE 2 | Taishō Romance (NATSUMI)                                              |
| 13  | Ngày 18 tháng 11 năm 2022 | Halzion                     | E-SIDE 2 | Soredemo, Happy End (Hashizume Shunki)                                |
| 14  | Ngày 18 tháng 11 năm 2022 | Just a Little Step          | E-SIDE 2 | Meguru (Chiharu)                                                      |
| 15  | Ngày 18 tháng 11 năm 2022 | Haruka                      | E-SIDE 2 | Tsuki Ōji (Suzuki Osamu)                                              |
| 16  | Ngày 18 tháng 11 năm 2022 | Love Letter                 | E-SIDE 2 | Ongaku-san e (Hatsune)                                                |
| 17  | Ngày 26 tháng 5 năm 2023  | Idol                        | E-SIDE 3 | 45510 (Akasaka Aka)                                                   |
| 18  | Ngày 18 tháng 11 năm 2023 | Biri-Biri - English Version | E-SIDE 3 | Kimi to Ameagari o (Takeda Ayano dựa trên Pokémon Scarlet and Violet) |
| 19  | Ngày 24 tháng 11 năm 2023 | The Brave                   | E-SIDE 3 | Fanfare for Frieren (Kiso Jirō dựa trên Sousou no Frieren)            |
| 24  | Ngày 16 tháng 2 năm 2024  | Adventure                   | E-SIDE 3 | Lens Goshi no Kirameki o (Nagi)                                       |
| 20  | Ngày 12 tháng 4 năm 2024  | Mister                      | E-SIDE 3 | Watashi dake no Shoyū-sha (Shimamoto Rio)                             |
| 21  | Ngày 12 tháng 4 năm 2024  | manimani                    | E-SIDE 3 | Tsujimura is Yūrei (Tsujimura Mitzuki)                                |
| 22  | Ngày 12 tháng 4 năm 2024  | Seventeen                   | E-SIDE 3 | Iro Chigai no Trump (Miyabe Mizuki)                                   |
| 23  | Ngày 12 tháng 4 năm 2024  | Loving you                  | E-SIDE 3 | Hikari no Tane (Mori Eto)                                             |

## Đĩa mở rộng
| STT | Ngày phát hành            | Tiêu đề          | Xếp hạng (Oricon Albums Chart) |
| --- | ------------------------- | ---------------- | ------------------------------ |
| 1   | Ngày 6 tháng 1 năm 2021   | THE BOOK         | 2                              |
| 2   | Ngày 12 tháng 11 năm 2021 | E-SIDE           | 2                              |
| 3   | Ngày 1 tháng 12 năm 2021  | THE BOOK 2       | 2                              |
| 4   | Ngày 18 tháng 11 năm 2022 | E-SIDE 2         | 2                              |
| 5   | Ngày 10 tháng 5 năm 2023  | Hajimete no - EP | 9                              |
| 6   | Ngày 4 tháng 10 năm 2023  | THE BOOK 3       | 2                              |
| 7   | Ngày 12 tháng 4 năm 2024  | E-SIDE 3         | -                              |

## Buổi diễn trực tiếp
- YOASOBI 1st LIVE 『KEEP OUT THEATER』 (2021)[96]
- UT×YOASOBI 『SING YOUR WORLD』 (2021)[97]
- YOASOBI『NICE TO MEET YOU』 (2021)
- YOASOBI ARENA TOUR 2023 “Denkōsekka” (2023)
- YOASOBI ASIA TOUR 2023-2024 (2023–2024)
- YOASOBI ZEPP TOUR 2024 "POP OUT" (2024)

- YOASOBI LIVE IN THE USA (2024)

## Ấn phẩm
| Ngày phát hành            | Tên                                                 | Nhà xuất bản | ISBN                        | Tham khảo |
| ------------------------- | --------------------------------------------------- | ------------ | --------------------------- | --------- |
| Ngày 18 tháng 10 năm 2020 | YOASOBI Novels: Yoru ni Kakeru                      | Futabasha    | 978-4-575-24321-5           | [ 98 ]    |
| Ngày 14 tháng 2 năm 2021  | Yume no Shizuku to Hoshi no Hana (bản truyện tranh) | Futabasha    | 978-4-575-44001-0           | [ 99 ]    |
| Ngày 19 tháng 2 năm 2021  | Haruka to Tsuki no Ōji-sama (tiểu thuyết minh họa)  | Futabasha    | 978-4-575-31602             | [ 100 ]   |
| Ngày 16 tháng 11 năm 2021 | Taishō Roman YOASOBI "Taishō Roman" Original Novel  | Futabasha    | 978-4-575-24446-5           | [ 101 ]   |
| Ngày 16 tháng 11 năm 2021 | Taishō Roman YOASOBI "Taishō Roman" Original Novel  | Futabasha    | 978-4-575-24447-2 (limited) | [ 102 ]   |
|                           |                                                     |              |                             |           |

## Sản phẩm khác
| Số thứ tự                                        | Ngày phát hành                                   | Tên                                              | Hình thức bán hàng                                 | Hình thức bán hàng                               | Sản phẩm tiêu chuẩn                              | Tình trạng                                       |
| YOASOBI / Phân phối bởi Sony Music Entertainment | YOASOBI / Phân phối bởi Sony Music Entertainment | YOASOBI / Phân phối bởi Sony Music Entertainment | YOASOBI / Phân phối bởi Sony Music Entertainment   | YOASOBI / Phân phối bởi Sony Music Entertainment | YOASOBI / Phân phối bởi Sony Music Entertainment | YOASOBI / Phân phối bởi Sony Music Entertainment |
| ------------------------------------------------ | ------------------------------------------------ | ------------------------------------------------ | -------------------------------------------------- | ------------------------------------------------ | ------------------------------------------------ | ------------------------------------------------ |
| 1                                                | 23/3/2022                                        | THE FILM (video work)                            | 2 đĩa Blu-ray + bìa còng + photobook các buổi live | Phiên bản giới hạn                               | XSXL-2/4                                         | Đang được bán                                    |

## Chương trình Radio
- YOASOBI's All Night Nippon X (YOASOBIのオールナイトニッポンX / YOASOBIANNX?) (2021–3/2022)[103]

## Giải thưởng
| Lễ trao giải                     | Năm  | Hạng mục                                   | Đề cử            | Kết quả   | Tham chiếu |
| -------------------------------- | ---- | ------------------------------------------ | ---------------- | --------- | ---------- |
| Billboard Japan Music Awards     | 2020 | Hot 100 của năm                            | "Yoru ni Kakeru" | Đoạt giải | [ 104 ]    |
| Japan Gold Disc Awards           | 2021 | 5 Nghệ sĩ mới xuất sắc nhất                | YOASOBI          | Đoạt giải | [ 105 ]    |
| Japan Gold Disc Awards           | 2022 | Ca khúc download của năm (Nhật Bản)        | "Kaibutsu"       | Đoạt giải | [ 106 ]    |
| Japan Gold Disc Awards           | 2022 | 5 ca khúc download hay nhất năm            | "Kaibutsu"       | Đoạt giải | [ 106 ]    |
| Japan Gold Disc Awards           | 2022 | Ca khúc phát trực tuyến của năm (Nhật Bản) | "Kaibutsu"       | Đoạt giải | [ 106 ]    |
| Japan Gold Disc Awards           | 2022 | 5 ca khúc phát trực tuyến của năm          | "Kaibutsu"       | Đoạt giải | [ 106 ]    |
| Japan Gold Disc Awards           | 2022 | Giải đặc biệt                              | YOASOBI          | Đoạt giải | [ 106 ]    |
| Japan Gold Disc Awards           | 2024 | Ca khúc download của năm (Nhật Bản)        | "Idol"           | Đoạt giải | [ 107 ]    |
| Japan Gold Disc Awards           | 2024 | 3 ca khúc download hay nhất năm            | "Idol"           | Đoạt giải | [ 107 ]    |
| Japan Gold Disc Awards           | 2024 | Ca khúc phát trực tuyến của năm (Nhật Bản) | "Idol"           | Đoạt giải | [ 107 ]    |
| Japan Gold Disc Awards           | 2024 | 5 ca khúc phát trực tuyến của năm          | "Idol"           | Đoạt giải | [ 107 ]    |
| Japan Record Awards              | 2021 | Giải thưởng Thành tựu Đặc biệt             | YOASOBI          | Đoạt giải | [ 108 ]    |
| Japan Record Awards              | 2023 | Giải thưởng âm nhạc quốc tế đặc biệt       | YOASOBI          | Đoạt giải | [ 109 ]    |
| MTV Video Music Awards Japan     | 2020 | Bài hát của năm                            | "Yoru ni Kakeru" | Đoạt giải | [ 110 ]    |
| MTV Video Music Awards Japan     | 2021 | Nghệ sĩ của năm                            | YOASOBI          | Đoạt giải | [ 111 ]    |
| MTV Video Music Awards Japan     | 2023 | Video hoạt hình xuất sắc nhất              | "Idol"           | Đoạt giải | [ 112 ]    |
| MTV Video Music Awards Japan     | 2023 | Bài hát của năm                            | "Idol"           | Đoạt giải | [ 112 ]    |
| Giải thưởng âm nhạc SPACE SHOWER | 2021 | Bài hát của năm                            | "Yoru ni Kakeru" | Đoạt giải | [ 113 ]    |
| Giải thưởng âm nhạc SPACE SHOWER | 2022 | Nghệ sĩ pop xuất sắc nhất                  | YOASOBI          | Đoạt giải | [ 114 ]    |
| Giải thưởng âm nhạc SPACE SHOWER | 2022 | Nghệ sĩ của năm                            | YOASOBI          | Đoạt giải | [ 114 ]    |